# محمد الدخلان
محمد إبراهيم الدخلان لاعب كرة قدم سعودي ، يلعب في خط الوسط في نادي مضر.

## مسيرة اللاعب
لعب سابقاً في نادي النهضة ونادي الساحل ونادي الجندل ونادي الترجي ونادي الحوراء ونادي مضر.